# Signeri
Signeri innebär att med magiska metoder och trollformler framkalla eller hindra övernaturliga krafters verkningar. Det förekom bland kaldéerna och babylonierna och inom judendomens kabbala, där dess ursprung härleddes till kung Salomo, som sades ha burit på sådana övernaturliga förmågor. Signeri kan liknas vid den kyrkliga besvärjelsen, exorcism.